# Ryszard Marchlik
Ryszard Marchlik (ur. 3 listopada 1939 w Chełmnie, zm. 13 czerwca 2015 w Bochum) – polski kajakarz, olimpijczyk z Rzymu (1960), Tokio (1964), Meksyku (1968), zawodnik Czarnych Szczecin (1954-1959 i 1963), Zawiszy Bydgoszcz (1960-1962), Orła Szczecin (1964) i Warty Poznań (1965-1970), trener, m.in. kadry narodowej (1980-1983).

## Kariera sportowa

### Igrzyska olimpijskie
- 1960: K-1 4 × 500 m: 4 m. (razem ze Stefanem Kapłaniakiem, Ryszardem Skwarskim i Władysławem Zielińskim)
- 1964: K-4 1000 m: półfinał (razem ze Stanisławem Jankowiakiem, Rafałem Piszczem i Robertem Ruszkowskim)
- 1968: K-4 1000 m: 8 m. (razem z Ewaldem Januszem, Rafałem Piszczem i Władysławem Zielińskim)

### Mistrzostwa świata
- 1963: K-1 4 × 500 m: 5 m.
- 1966: K-4 1000 m: 4 m., K-4 10000 m: 7 m.
- 1970: K-1 10 000 m: 6 m.

### Mistrzostwa Europy
- 1963: K-1 4 × 500 m: 5 m.

### Mistrzostwa Polski
Dziewiętnastokrotnie zdobywał mistrzostwo Polski:
- K-1 10 000 m: 1962
- K-2 500 m: 1968 (z Rafałem Piszczem)
- K-2 1000 m: 1968 (z Rafałem Piszczem), 1969 (z Tadeuszem Kmieciem)
- K-2 10 000 m: 1968 (z Rafałem Piszczem)
- K-4 500 m: 1960, 1961, 1964
- K-4 1000 m: 1961, 1965, 1970
- K-4 10 000 m: 1960, 1961, 1965, 1966
- K-1 4 × 500 m: 1964, 1965, 1969, 1970

### Kariera trenerska
W 1970 ukończył studia w Wyższej Szkoły Wychowania Fizycznego w Poznaniu. W latach 70. pracował w Centralnym Ośrodku Młodzieżowym Polskiego Związku Kajakowego w Poznaniu. Po Igrzyskach Olimpijskich w Moskwie (1980) został trenerem kadry narodowej seniorów, w przygotowaniach przed Igrzyskami Olimpijskimi w Los Angeles (1984) zastąpił go Jerzy Dziadkowiec. Przed śmiercią mieszkał w Niemczech i tam zmarł.
Jest pochowany na cmentarzu Górczyńskim w Poznaniu.